# Valerian Gvilia
Valerian Gvilia (en georgiano: ვალერიან "ვაკო" გვილია; Zugdidi, 24 de mayo de 1994) es un futbolista internacional georgiano que juega de centrocampista en el F. C. Dinamo Tbilisi de la Erovnuli Liga.

## Carrera
Gvilia comenzó desde temprana edad en la cantera del Metalist Járkov y posteriormente del Metalurg Zaporizhia, equipo donde debutaría en la Liga Premier de Ucrania contra el Dnipro Dnipropetrovsk el 15 de agosto de 2014. En 2016 firmaría por el FC Minsk y en julio del mismo año por el BATE Borisov de Bielorrusia, ganando dos ligas y una supercopa con el club de la Liga Premier de Bielorrusia. Valerian Gvilia emprendería una nueva etapa esta vez en la Superliga de Suiza de la mano del FC Lucerna, firmando por tres años. Ese mismo año se marcharía en condición de cedido por medio año al Górnik Zabrze de la Ekstraklasa polaca, recalando durante el mercado de verano de la temporada 2018-19 en el Legia de Varsovia de la capital. Estuvo dos años en el club en los que marcó once goles en setenta partidos y ganó en ambas ocasiones la Ekstraklasa. El 31 de agosto de 2021 anunció su vinculación con el Raków Częstochowa, permaneciendo en la liga polaca dos años más. Abandonó el club a finales de enero de 2023 tras llegar a un acuerdo para rescindir su contrato. Desde entonces estuvo sin equipo hasta que el 7 de marzo de 2024 firmó por el Piast Gliwice.

## Selección nacional
Tras jugar con la selección de fútbol sub-21 de Ucrania y con la selección de fútbol sub-21 de Georgia, finalmente hizo su debut con la selección absoluta el 6 de octubre de 2016 en un encuentro de clasificación para la Copa Mundial de Fútbol de 2018 contra Irlanda que finalizó con un resultado de 1-0 a favor del combinado irlandés tras el gol de Séamus Coleman.

### Goles internacionales
| # | Fecha                   | Estadio                                  | Oponente  | Gol | Resultado | Competición                                          |
| - | ----------------------- | ---------------------------------------- | --------- | --- | --------- | ---------------------------------------------------- |
| 1 | 5 de septiembre de 2017 | Ernst-Happel-Stadion, Viena, Austria     | Austria   | 0-1 | 1-1       | Clasificación para la Copa Mundial de Fútbol de 2018 |
| 2 | 16 de octubre de 2018   | Estadio Daugava, Riga, Letonia           | Letonia   | 0-2 | 0-3       | Liga de Naciones de la UEFA 2018-19                  |
| 3 | 7 de junio de 2019      | Estadio Borís Paichadze, Tiflis, Georgia | Gibraltar | 1-0 | 3-0       | Clasificación para la Eurocopa 2020                  |

## Clubes
| Club                    | País        | Año       | Partidos | Goles |
| ----------------------- | ----------- | --------- | -------- | ----- |
| PFK Metalurg Zaporizhia | Ucrania     | 2014-2015 | 29       | 1     |
| F. C. Minsk             | Bielorrusia | 2016      | 19       | 4     |
| F. C. BATE Borisov      | Bielorrusia | 2016-2017 | 33       | 6     |
| F. C. Luzern            | Suiza       | 2018-2019 | 27       | 3     |
| Górnik Zabrze (cedido)  | Polonia     | 2019      | 18       | 1     |
| Legia de Varsovia       | Polonia     | 2019-2021 | 70       | 11    |
| Raków Częstochowa       | Polonia     | 2021-2023 | 28       | 1     |
| Piast Gliwice           | Polonia     | 2024      | 2        | 0     |
| F. C. Dinamo Tbilisi    | Georgia     | 2025-     |          |       |

## Palmarés

### Campeonatos nacionales
| Título                      | Club               | País        | Año  |
| --------------------------- | ------------------ | ----------- | ---- |
| Liga Premier de Bielorrusia | F. C. BATE Borisov | Bielorrusia | 2016 |
| Liga Premier de Bielorrusia | F. C. BATE Borisov | Bielorrusia | 2017 |
| Supercopa de Bielorrusia    | F. C. BATE Borisov | Bielorrusia | 2017 |
| Ekstraklasa                 | Legia de Varsovia  | Polonia     | 2020 |
| Ekstraklasa                 | Legia de Varsovia  | Polonia     | 2021 |
| Copa de Polonia             | Raków Częstochowa  | Polonia     | 2022 |
| Supercopa de Polonia        | Raków Częstochowa  | Polonia     | 2022 |